# Österreichisch-slowenische Beziehungen

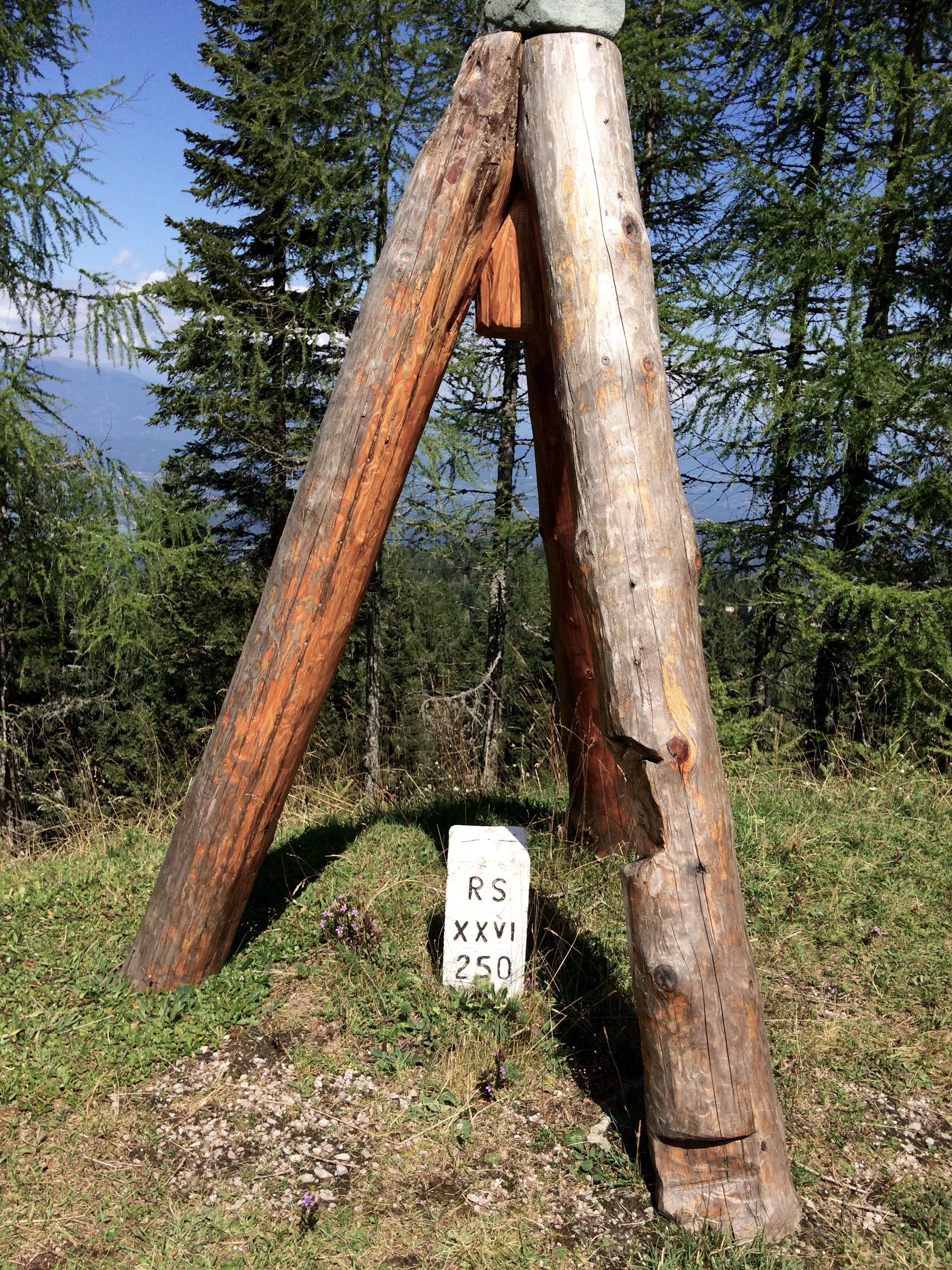
Grenzstein am Annahüttensattel

Die beiden Nachbarstaaten Österreich und Slowenien führen gegenwärtig als Mitglieder der EU sehr intensive wirtschaftliche und kulturelle Beziehungen. Österreich (unter Außenminister Alois Mock) zählte neben Deutschland zu den vehementesten internationalen Verfechtern der Unabhängigkeit Sloweniens 1991. Nach der Unabhängigkeit Sloweniens 1991 wurden zwischen Österreich und der vormaligen Föderativen Volksrepublik Jugoslawien vereinbarte Abkommen teilweise übernommen und weitere Vereinbarungen unterzeichnet. Die beiden Staaten verbindet eine lange Geschichte von Gemeinsamkeiten (z. B. als Teil der Habsburgermonarchie) und Auseinandersetzungen (z. B. Grenze, Minderheitenrechte).

## Geschichte

### Vor der Unabhängigkeit Sloweniens 1991
Die slowenisch-österreichischen Beziehungen sind durch eine über Jahrhunderte zurückreichende Geschichte geprägt. Im 14. Jahrhundert fielen große Teile des heutigen Slowenien (seit Rudolf IV.) an die Herrschaft der Habsburger. Deren Herrschaft in diesen Gebieten wurde erst mit dem Erlöschen der Dynastie der Sanneck in der Grafschaft Cilli/Celje im Jahr 1456 dauerhaft. Durch Heiratspolitik hatten die Grafen von Cilli/Celje ihren Einflussbereich in wenigen Generationen über große Teile Sloweniens und Teile Kroatiens ausgedehnt. Symbolisch ist das Wappen der Grafschaft Cilli/Celje heute durch davon übernommene drei goldene Sterne auf blauem Grund im slowenischen Wappen repräsentiert.
Mit Ausnahme einer kurzen Unterbrechung während der napoleonischen Kriege war das Gebiet des heutigen Slowenien somit bis zum Ende des Ersten Weltkriegs 1918 Teil der sogenannten österreichischen Erblande der Habsburger. Ab Mitte des 15. Jahrhunderts wurden zunehmend Bücher (z. B. Übersetzung der Bibel) in slowenischer Sprache gedruckt und eine erste slowenische Grammatik verfasst. Das ausgehende 15. und das 16. Jahrhundert waren von der Offensive der Osmanen, von Aufständen der bäuerlichen Bevölkerung sowie von Reformation und schließlich Gegenreformation geprägt.
Insbesondere seit der Zeit der napoleonischen Kriege kam es im Verlauf des 19. Jahrhunderts zu einem zunehmenden Erstarken (wie auch in anderen Regionen Zentraleuropas) des slowenischen Nationalismus. Die unter Napoleon geschaffenen Illyrischen Provinzen stellten auch nach der Rückeroberung dieser Gebiete durch die Habsburgermonarchie einen wichtigen Bezugsrahmen für nationalistische slowenische Ideen einer territorialen Organisation der südslawischen Bevölkerungen dar. Ab 1848 erstarkte die Forderung nach einer Vereinigung der von Slowenen bewohnten Gebiete zunehmend. Vorherrschend war dabei die Vorstellung eines „Vereinten Slowenien“ im Rahmen einer föderalisierten Habsburgermonarchie.
Die slowenischsprachige Bevölkerung war eine der kleinsten nationalen Sprachgruppen in der Habsburgermonarchie und administrativ auf sechs österreichische Länder aufgeteilt: Krain, Steiermark, Kärnten, Görz-Gradisca, Triest und Istrien. Im Herzogtum Krain war der Anteil der slowenischsprachigen Bevölkerung am höchsten (1910: 94 %). Auch im Land Görz-Gradisca zählte sich eine Mehrheit der Bevölkerung zur Bevölkerungsgruppe der Slowenen. In den übrigen Ländern Steiermark, Görz-Gradisca, Triest, Istrien und Kärnten stellte die slowenische Sprachgruppe eine Minderheiten gegenüber der italienisch- bzw. deutschsprachigen Mehrheit dar. Politisch waren die Slowenen auf allen Ebenen und in allen Ländern außer dem Herzogtum Krain im Verhältnis zu ihrem Anteil an der Gesamtbevölkerung unterrepräsentiert, wobei die Position der Slowenen in Kärnten am schlechtesten war. Die politische Repräsentation der Slowenen verbesserte sich erst nach Abschaffung des Kurienwahlsystems und der Einführung des allgemeinen Wahlrechts für Männer im Jahr 1907. Auf höheren diplomatischen Ebenen und im hohen Staatsdienst gab es bis 1917 keine slowenischen Repräsentanten. Der erste und einzige slowenische Minister in der Habsburgermonarchie war Ivan Žolger in den Jahren 1917–1918.
Von slowenischer Seite gab es insbesondere Forderungen nach der Besetzung von Ämtern im politischen und administrativen Bereich sowie nach slowenischer Unterrichtssprache im Bildungssystem. Zu einer diplomatischen Krise kam es im sogenannte Schulstreit von Celje/Cilli 1895, in dem die Forderung nach slowenischsprachigen Parallelklassen im Gymnasium von Celje/Cilli einen Konflikt auslösten, der schließlich zum Zerfall der Regierung Windisch-Grätz führte.
Mit dem Zerfall der Habsburgermonarchie am Ende des Ersten Weltkrieges entstanden zwei neue Staaten, die den politischen Rahmen der slowenisch-österreichischen Beziehungen bildeten. Einerseits wurde am 12. November 1918 die Republik Deutsch-Österreich ausgerufen. Andererseits wurde am 1. Dezember 1918 durch den Nationalrat der Slowenen, Kroaten und Serben die Loslösung von Österreich-Ungarn und der Zusammenschluss im Königreich der Serben, Kroaten und Slowenen (bis 1929) (ab 1929–1941 Königreich Jugoslawien) beschlossen.
In den Jahren 1918 bis 1920 kam es zu Auseinandersetzungen um die Grenzziehung im südlichen Kärnten zwischen der deutschösterreichischen Republik und dem SHS-Staat. Der sogenannte Kärntner Abwehrkampf stellt noch heute einen bedeutenden Identifikationspunkt deutschnationaler Bewegungen, insbesondere in Kärnten, dar. Der Friedensvertrag von St. Germain sah schließlich eine Volksabstimmung in den südlichen Gebieten Kärntens vor, die am 10. Oktober 1920 durchgeführt wurde und mit dessen Ergebnis die Grenze an den Karawanken festgelegt wurde. Die Grenzziehung zwischen Slowenien und Österreich im Süden Kärntens und der Steiermark sowie die Lage der Minderheiten auf beiden Seiten der Grenze waren auch in den folgenden Jahren und Jahrzehnten von Ängsten und Auseinandersetzungen geprägt.
„In den 1920er Jahren stand in den Beziehungen zwischen Jugoslawien und Österreich die Minderheitenfrage im Vordergrund“. Die nationalistische Grundausrichtungen in beiden Staaten führte nach 1919 für die jeweiligen Minderheiten zu schwierigen Situationen und Einbußen ihrer Rechte. In Slowenien kam die deutschsprachige Minderheit durch eine Politik der Slowenisierung unter Druck, was viele zur Auswanderung bewog. Auch auf der österreichischen Seite verschlechterte sich die Situation der slowenischsprachigen Minderheit in Kärnten und der Steiermark. Dabei kam es auch immer wieder zu antislowenischen Aktivitäten, v. a. durch den Kärntner Heimatdienst (bis 1924, dann Kärntner Heimatbund).
In den Jahren nach dem Ende des Ersten Weltkrieges wurden zwischen der Republik Deutsch-Österreich und den Nachfolgestaaten der Monarchie – so auch dem SHS-Staat – verschiedene Abkommen geschlossen, welche die neuen Beziehungen regeln und zu Übereinkommen über das Erbe der Habsburgermonarchie führen sollten. Unter anderem wurde dabei beispielsweise auch ein Archivabkommen abgeschlossen, wobei von Slowenien beispielsweise die Übergabe der Urkunden von Celje/Cilli angestrebt wurde.
Mit dem sogenannten Anschluss Österreichs an das nationalsozialistische Deutschland 1938 verschlechterte sich die Lage für die slowenischen Minderheiten im Süden Österreichs. Mit dem Überfall Deutschlands auf das Königreich Jugoslawien 1941 verschärfte sich die Situation schließlich weiter. Das slowenische Gebiet wurde in drei administrative Zonen zwischen dem faschistischen Italien, dem nationalsozialistischen Deutschland sowie Ungarn geteilt. Von den Nationalsozialisten wurde eine gewaltsame Germanisierungspolitik verfolgt, die sich u. a. in Morden, im Verbot der slowenischen Sprache, in Deportationen und Ansiedlungen Deutscher manifestierte. Im Süden Österreichs hatte dies für die slowenischsprachige Minderheit zur Folge, dass alle ihre Organisationen verboten wurden und ab 1942 viele Kärntner Slowenen in Konzentrationslager deportiert und zu Zwangsarbeit gezwungen wurden. Ab 1942 organisierten sich in Südkärnten bis zu 10.000 überwiegend slowenischsprachige Partisanen im Widerstand gegen den Nationalsozialismus.
Nach der Kapitulation NS-Deutschlands 1945 wurden die Grenzen zwischen den nun entstandenen Staaten Republik Österreich und der Föderativen Volksrepublik Jugoslawien wieder nach der Grenzziehung von 1920 hergestellt. Zunächst stellte Jugoslawien nach 1945 territoriale Ansprüche an südliche Gebiete Kärntens und der Steiermark. Die Beziehungen Österreichs mit Slowenien sind nach 1945 vor allem im Rahmen der Beziehungen mit der Föderativen Republik Jugoslawien zu betrachten. Die Teilrepublik Slowenien spielte in den jugoslawisch-österreichischen Beziehungen eine wichtige Rolle, da sie als einzige der jugoslawischen Republiken an Österreich grenzte. 1955 wurde das jugoslawische Konsulat eingerichtet, 1960 das österreichische Generalkonsulat in Ljubljana eröffnet. In den Folgejahren wurden zahlreiche Abkommen geschlossen, die den Grenzverkehr sowie den wirtschaftlichen (u. a. Tourismus) und kulturellen Austausch betrafen.  Eine zentrale Rolle spielte in den diplomatischen Beziehungen beider Staaten weiterhin die Minderheitenfrage. 1955 wurden die Minderheitenrechte der slowenischsprachigen Bevölkerung in Kärnten mit dem Artikel 7 im Staatsvertrag festgeschrieben. Durch die Sozialistische Föderale Republik Jugoslawien wurde Österreich für mangelnde Umsetzung der Minderheitenrechte kritisiert. Wiederholt kam es auch zu diplomatischen Krisen zwischen beiden Staaten. Ein Höhepunkt dieser diplomatischen Krisen wurde durch den sogenannten Kärntner Ortstafelsturm ausgelöst, was zu Demonstrationen in Slowenien und angespannten diplomatischen Korrespondenzen führte. Auch die Diskussion um die Aufarbeitung des Umgangs Jugoslawiens mit der deutschen Minderheit in Slowenien nach 1945 ist bis heute ein kontroversiell diskutiertes Thema.
Seit dem Ende der 1970er-Jahre und in den 1980er-Jahren nahmen grenzüberschreitende Kooperationen zu. 1978 wurde die Arbeitsgemeinschaft Alpe Adria gegründet, deren Mitglieder unter anderem die Teilrepublik Slowenien und die österreichischen Bundesländer Burgenland, Kärnten, Oberösterreich und Steiermark waren. Zudem bildete sich auch eine bedeutende grenzüberschreitende zivilgesellschaftliche Friedensbewegung.

### Österreichisch-slowenische Beziehungen nach der Unabhängigkeit Sloweniens 1991
Am 25. Juni 1991 beschloss das slowenische Parlament die Unabhängigkeitserklärung, die am 8. Oktober 1991 in Kraft trat. Slowenien trat 1992 den Vereinten Nationen bei. Mit Rückendeckung der EG-Länder, die Slowenien und Kroatien zum selben Zeitpunkt als unabhängige Staaten anerkannten, erkannte Österreich Slowenien nach langem innenpolitischen Ringen am 15. Jänner 1992 an. Am 15. Jänner 1992 wurde aus dem Generalkonsulat in Ljubljana eine österreichische Botschaft.
Der militärische Konflikt zwischen der jugoslawischen Volksarmee und Slowenien (10-Tage-Krieg), welcher der internationalen Anerkennung voranging, hatte in Österreich zu Verunsicherung geführt, da die Kämpfe auch an der Grenze zu Österreich stattfanden. Nachdem Jugoslawien auf die Forderungen Österreichs während des Konflikts nicht eingegangen war und seinerseits die politische Haltung Österreichs im Konflikt beanstandete, reagierte Österreich gemeinsam mit den EG-Staaten mit Sanktionen und setzte mehrere bis dahin bestehende Abkommen mit Jugoslawien aus. Hiervon ausgenommen waren jene jungen Staaten, die Interesse an einer friedlichen Beilegung des Konflikts gezeigt hatte. Österreichische Unterstützung gab es für Slowenien auch in internationalen Angelegenheiten, wie etwa in Bezug auf den Beitritt zur UNO. Auch in späteren Jahren agierte Österreich als Unterstützer Sloweniens, wie etwa 1996 als Slowenien um einen Beitritt bei der OECD ansuchte. Im Gegenzug hatte Österreich aber auch einige Forderung gegenüber Slowenien. Diese waren teilweise die Bedingung für Unterstützung in diversen Belangen. Vor allem die Rückgabe von enteignetem Vermögen spielte hier eine bedeutende Rolle. Den Anspruch auf Rückgabe enteigneten Eigentums durchzusetzen ist laut österreichischem Außenministerium ein komplexes Unterfangen. Österreich seinerseits hat einen eigenen Versöhnungsfond zur Entschädigung von Personen, die während 1938–1945 in Österreich Zwangsarbeit verrichten mussten, eingerichtet. Dieser beendete mit 2005 seine Tätigkeit.
Zwischen Österreich und Jugoslawien bestanden bereits Staatsverträge, am 16. November 1992 unterzeichneten das neue Slowenien und Österreich einen Vertrag über das Weiterbestehen bestimmter österreichisch-jugoslawischer Staatsverträge, welcher am 1. November 1993 in Kraft trat, weitere Abkommen zu wirtschaftspolitischen und sicherheitspolitischen Themen folgten. Zusätzlich zeichnet sich in den Abkommen, die Grenzüberschreitungen für Kirchenbesuche ermöglichten, auch die gemeinsame Geschichte Sloweniens und Österreichs ab, die die Staaten heute noch verbindet. Slowenien trat 2004 der EU bei, dies führte zu einer weiteren Vertiefung der Zusammenarbeit zwischen den beiden Staaten.
Kooperationsprogramme, wie das 2014 unter der Schirmherrschaft der EU und bis 2020 befristete INTERREG, das immerhin das Fünfte seiner Art ist, zeigen, dass die beiden Staaten an guter Zusammenarbeit auch in jüngerer Vergangenheit interessiert sind. Bei dem Programm selbst geht es um die gezielte Förderung grenzübergreifender Projekte zwischen slowenischen und österreichischen Projektpartnern in bestimmten an der Grenze slowenisch-österreichisch liegenden Gebiete.
Während der Flüchtlingskrise entschied die österreichische Regierung Grenzkontrollen an der österreichisch-slowenischen Grenze einzuführen. Dieser Schritt Österreichs wurde von der slowenischen Regierung scharf kritisiert, besonders nachdem die Grenzkontrollen auch dann noch nicht aufgehoben wurden als nur noch wenige Flüchtlinge die Grenze überschritten. Im Allgemeinen aber scheint die Zusammenarbeit während der Flüchtlingskrise gelungen zu sein.

#### Der Österreichische Staatsvertrag
Bis heute ist die Frage um den Österreichischen Staatsvertrag ungeklärt. Österreich sah Slowenien nicht als Nachfolgerin des vorherigen Vertragspartners und verweigerte die Weiterführung des Vertrages. Slowenien seinerseits hatte begründete Interessen an der Weiterführung des Vertrages, da es damit über rechtliche Handhabe verfügen würde, die slowenischen Minderheiten in Österreich zu schützen. Nachdem Österreich sich 1992 in diesem Punkt eher wenig gesprächsbereit gezeigt hatte, intensivierten sich die Bemühungen Sloweniens 1997 noch einmal, bevor die Diskussion mit dem EU-Beitritt Sloweniens scheinbar nicht mehr fortgeführt wurde.

#### Das Archivmaterial
Die Kontroverse um das Archivmaterial reicht bis in das frühe 20. Jahrhundert. 1923 unterzeichneten die junge Republik Österreich und das Königreich SHS ein Abkommen über den Austausch jenes Archivmaterials, das sich auf dem Boden des jeweilig anderen Staates befand. Der Zweite Weltkrieg verhinderte jedoch den tatsächlichen Austausch. Anschließend wurde das Abkommen nunmehr zwischen Österreich und Jugoslawien erneut erörtert. Wie schon beim Österreichischen Staatsvertrag war Österreich an einer Fortsetzung des Abkommens nicht interessiert. Ungeachtet dessen arbeiteten die Staaten weiter zusammen, um die Frage des Archivmaterials zu lösen. Mit einem Abkommen von 1996 wurde das Ausmaß der Zusammenarbeit der österreichischen und slowenischen Institutionen geregelt. So kam es im Jahr 1997 und im Jahr 2001 zu einem Austausch von Archivmaterial.

#### Kernkraftwerk Krško

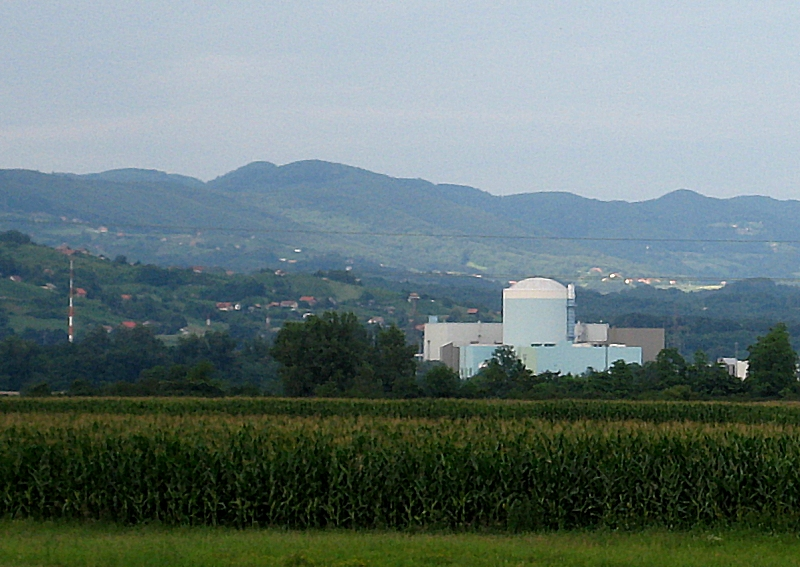
Kernkraftwerk Krško

Das Kernkraftwerk Krško, das zu gleichen Teilen Slowenien und Kroatien gehört und in Slowenien steht, sowie dessen Verlängerung seiner Laufzeit sind schon seit den frühen 90ern Gegenstand von Verhandlungen und Streitigkeiten zwischen Österreich und Slowenien. Schon kurze Zeit nach der Anerkennung Sloweniens war Österreich, insbesondere Kärnten, um die Etablierung von Warn- und Sicherheitsmaßnahmen einen möglichen atomaren Zwischenfall betreffend bemüht. Schließlich konnte Österreich, das schon 1991 Sicherheitsmängel im Kraftwerk verortete, eine Überprüfung des Kraftwerks durch eine Expertengruppe bei Kroatien und Slowenien durchsetzen. 1992 setzte Österreich seine Bemühungen fort die Schließung des Kernkraftwerks zu fördern, indem es Slowenien beim Bau von weniger bedenklichen Kraftwerken, wie etwa dem Wasserkraftwerk an der Save, unterstützte. Dies war Teil einer größeren Strategie, die darauf ausgelegt war, den Nachbarländern Österreichs Anreize zu bieten, eine den Umweltschutz miteinbeziehende Energiepolitik zu verfolgen. Den Berichten des Außenministerium aus den Jahren 1992 und 1993 lässt sich entnehmen, dass Slowenien sich an der Schließung des Kernkraftwerks interessiert zeigte und dieses Interesse von Österreich gefördert wurde. Zwei Jahre später stand allerdings fest, dass es sobald zu keiner Schließung von Krško kommen würde. Im Jahr 2000 fand ein mit EU-Mitteln finanziertes Gutachten keine gröberen Mängel in Krško, es waren aber Modernisierungsmaßnahmen notwendig. Jedoch führten Störfälle, die Lage in einem Erdbebengebiet, und das Alter des AKW dazu, dass Österreich sich wieder verstärkt an einer Abschaltung des AKW interessiert zeigte. Die Verlängerung der Laufzeit bis 2043 lässt keinen Zweifel daran, dass weder die slowenische noch die kroatische Regierung, die ebenfalls an der Betreibung des Kraftwerks teilhat, dem Anliegen Österreichs besonderes Interesse schenken.

#### Minderheiten und Schutz der kulturellen Identität
In den österreichisch-slowenischen Beziehungen sind die kulturpolitischen Anliegen der in der Grenzregionen beider Nachbarländer lebenden Minderheiten von zentraler Bedeutung. Es handelt sich hierbei um die slowenische Minderheit in Österreich und die sog. Sloweniendeutsche in Slowenien.
Slowenen gehören in Österreich zu einer der insgesamt sechs gesetzlich anerkannten autochthonen Volksgruppen und genießen dementsprechend einen besonderen Status auch im kulturpolitischen Bereich. Die Rechte der slowenischen Minderheiten in Kärnten und der Steiermark wurden bereits am 15. Mai 1955 im Österreichischen Staatsvertrag (Art. 7) in politischer und territorialer Hinsicht maßgeblich geregelt. In diesem Abkommen wurde ihnen u. a. das Recht auf ihre eigenen Organisationen, Versammlungen und Pressemedien in ihrer eigenen Sprache zugesprochen. Auch der Anspruch auf Elementarunterricht in slowenischer Sprache, Berücksichtigung dieser bei den Schullehrplänen, sowie die Zulassung der slowenischen Sprache zusätzlich zum Deutschen als Amtssprache wurde zugesichert. Weiterhin sollten in betroffenen Bezirken die Bezeichnungen und Aufschriften topographischer Natur sowohl in slowenischer als auch deutscher Sprache verfasst werden.
Allerdings verlief die diesbezügliche Umsetzung nicht immer reibungslos und führt bis dato immer wieder zu Spannungen im nachbarschaftlichen Verhältnis. Als prominentes Beispiel wäre hier der Ortstafelstreit zu nennen. Diese Missstände sollten durch weitere Abkommen weitgehend vermieden bzw. rechtlich reguliert werden. Vor allem nach einer Einigung im Ortstafelstreit 2011 entspannte sich das Verhältnis zwischen Österreich und Slowenien maßgeblich. Im Jahr 2017 kam es im Zuge einer Verfassungsreform im österreichischen Bundesland Kärnten erneut zu diplomatischen Unstimmigkeiten zwischen beiden Nachbarländern. Von Slowenien wurde insbesondere kritisiert, dass der Vorschlag für die Verfassungsreform lediglich Deutsch, nicht aber Slowenisch als Landessprache festschreibe. Slowenien sieht sich als Rechtsnachfolger Jugoslawiens hinsichtlich der Schutzmachtposition für die slowenischsprachige Minderheit in Österreich, wird aber noch nicht als solcher anerkannt. Mit dem Beschluss zur Änderung der Kärntner Landesverfassung vom 1. Juni 2017 wurde nun der lange Streit um den sog. „Slowenenpassus“ ad acta gelegt. In der bereits beschlossenen Verfassungsänderung wird die slowenische Volksgruppe im Art. 5 Abs. 1 explizit folgendermaßen genannt: „Die deutsche Sprache ist die Landessprache, das heißt die Sprache der Gesetzgebung und – unbeschadet der der Minderheit bundesgesetzlich eingeräumten Rechte – die Sprache der Vollziehung des Landes Kärnten.“ Das Land Kärnten bekennt sich darüber hinaus „gemäß Artikel 8 Abs. 2 des Bundes-Verfassungsgesetzes zu seiner gewachsenen sprachlichen und kulturellen Vielfalt, wie sie in Kärnten in der slowenischen Volksgruppe zum Ausdruck kommt. Sprache und Kultur, Traditionen und kulturelles Erbe sind zu achten, zu sichern und zu fördern. Die Fürsorge des Landes gilt allen Landsleuten gleichermaßen.“
Ein wichtiges rechtliches Instrument stellt diesbezüglich auf der multilateralen Ebene die vom Europarat ausgearbeitete „Europäische Charta der Regional- oder Minderheitensprache“ dar. Österreich hatte am 5. November 1992 die Sprachencharta unterzeichnet, die mit 1. Oktober 2001 völkerrechtlich in Kraft trat. Die Sprachencharta bezweckt den Schutz und die Förderung der europäischen Regional- und Minderheitensprachen, die in herkömmlicher Weise in einem bestimmten Gebiet des Staates von Volksgruppenangehörigen gebraucht werden, darunter auch Slowenisch in Kärnten und der Steiermark, als Teil des europäischen kulturellen Erbes. Deren Umsetzung wird in regelmäßigen Abständen durch entsprechendes Monitoring überprüft.
Die Implementierung der Gesetzesvereinbarungen in Bezug auf das Deutsche in Slowenien gestaltet sich im Gegensatz zu Österreich bis heute relativ schwierig. Im Art. 11 der Verfassung der Republik Slowenien vom 23. Dezember 1991 wird bezüglich der Sprachen folgendes festgehalten: „Die Amtssprache in Slowenien ist Slowenisch. In jenen Gemeindegebieten, in denen die italienische oder ungarische Volksgruppe lebt, ist die Amtssprache auch Italienisch oder Ungarisch.“ 1993 wurde eine Kommission bestehend aus Österreichern und Slowenen mit der Klärung der historischen Begebenheiten um die deutsche Minderheit in Slowenien betraut, obwohl die slowenische Seite Zweifel an der Existenz dieser Bevölkerungsgruppe hegte. Auch im Ratifikationsinstrument der Sprachencharta benennt Slowenien im Sinne der Charta nur Ungarisch und Italienisch als territoriale und regionale Minderheitssprachen. Das Ministerkomitee war deshalb der Auffassung, dass Slowenien nach Teil II (Art. 7) der Charta neben Ungarisch, Italienisch und Romanes weitere traditionell in Slowenien gebrauchte Sprachen berücksichtigen müsse.  Die diesbezügliche Verhandlungen sind noch nicht abgeschlossen. Seit 1998 gibt es in den Berichten des österreichischen Außenministers Vermerke über Förderungen von Projekten der deutschsprachigen Volksgruppen in Slowenien. Zudem gab es Verhandlungen zu einem bilateralen Kulturabkommen die Sloweniendeutschen betreffend, die bis in das Jahr 1999 andauerten. Im Mai 2002 war es mit Inkrafttreten des bilateralen Kulturabkommens erstmals möglich, auch für Projekte, die sich den Sloweniendeutschen widmeten, Förderungen zu erhalten. Auch wenn Österreich sich seit 2011 kontinuierlich für die Anerkennung der deutschsprachigen Volksgruppe einsetzt und diesbezüglich – wie der Außenminister Sebastian Kurz betonte – „eine verfassungsrechtliche Absicherung“ wünscht, gibt es von der slowenischen Seite aus in absehbarer Zeit „keine großen Möglichkeiten“ für eine entsprechende Verfassungsänderung.

## Wirtschaftliche Beziehungen

### Wirtschaftliche Beziehungen zwischen Slowenien und Österreich vor der Unabhängigkeit
Der wirtschaftliche Austausch zwischen Jugoslawien und Österreich war relativ gering. Ein Großteil der wirtschaftlichen Exportleistung stammte dabei aus der Region Slowenien.
Wirtschaftliche Abkommen bezogen sich vornehmlich auf den Austausch von Waren vor allem in der Form von Messen. Eine tiefergreifende Zusammenarbeit wurde kaum von den beiden Staaten angestrebt. Es gab zwar einige Zusammenarbeiten im Bereich Verkehr oder Tourismus, aber eine Notwendigkeit die Beziehungen zu vertiefen sah weder Österreich, da es nicht auf Jugoslawien als Absatzmarkt angewiesen war, noch Jugoslawien, welches lange Zeit aufgrund „ideologischer Diskrepanzen“ ebenfalls wenig an einer weiterführenden Zusammenarbeit interessiert war.
Slowenien selbst war allerdings durchaus bemüht wirtschaftliche Verbindungen nach Österreich aufzubauen und brachte bereits 1967 bzw. 1969 Vorschläge ein, die vor allem die Förderung der wirtschaftlichen Zusammenarbeit in den Grenzgebieten zum Ziel hatte, diese wurden aber in den gemeinsamen Verhandlungen abgelehnt. Erst später wurden Beschlüsse zu Grenzabkommen zwischen der Sozialistischen Republik Slowenien und den Nachbarstaaten verabschiedet. Die wirtschaftliche Beziehung der beiden Länder war von einem ständigen Auf und Ab geprägt.
Im Rahmen des Slowenischen Unabhängigkeitskriegs 1991, wurde Österreich gegenüber slowenischer Bitten und Abkommen noch vorsichtiger und die wirtschaftlichen Beziehungen zwischen den beiden Regionen wurden weiter geschwächt.

### Wirtschaftliche Beziehungen nach 1991
Die slowenische Unabhängigkeit führte nach 1991 durchaus zu Veränderungen in den bilateralen Beziehungen zwischen den beiden Staaten. Mit der Unabhängigkeit entfielen viele Hürden und Unterschiede, welche die Wirtschafts- und Handelsbeziehungen bis dahin stark eingeschränkt hatten. Die Auswirkungen der jugoslawischen Abkommen blieben dennoch weiterhin spürbar. Viele der ehemaligen Abkommen wurden nach 1991 erneuert und um weitere Abkommen ergänzt. Besonders Abkommen über die Justizzusammenarbeit, Personen- und Warentransporte sowie zur Förderung und zum Schutz von (Direkt-)Investitionen wurden erneut ratifiziert.

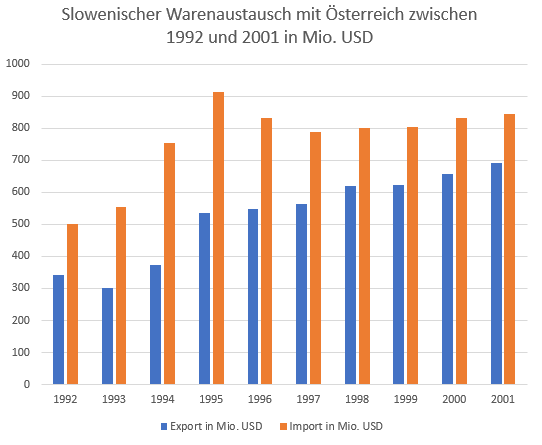
Übersicht slowenischer Export/Import 1992–2001.

Die Vertiefungen der Handels- und Wirtschaftsbeziehungen führten vor allem dazu, dass sich das bestehende Defizit im Warenaustausch mit Österreich seit 1995 stetig verringert. So betrug 2001 die Deckung des slowenischen Exports und Imports 82,07 %. Mit dem Eintritt Sloweniens in die Eurozone 2006 bzw. den Beitritt zum Schengen-Raum 2007 bekam der Handel zwischen den Ländern zusätzlichen Aufschwung. Dennoch veränderte sich die Rolle Sloweniens als österreichischer Handelspartner kaum: Slowenien ist bis heute einer der wichtigsten Exportmärkte Österreichs. 2015 betrug der österreichische Import aus Slowenien 1,725 Mrd. Euro (~ 1,927 Mrd. USD), der Export hingegen 2,69 Mrd. Euro (~3 Mrd. USD). Damit liegt Slowenien auf Platz 12 im Import-/ Exporthandel mit Österreich. Im Bereich der Dienstleistungen sind die Verhältnisse umgekehrt: 2016 betrugen die österreichischen Importe aus Slowenien mit 885 Mio. Euro mehr als die Dienstleistungsexporte (608 Mio. Euro).

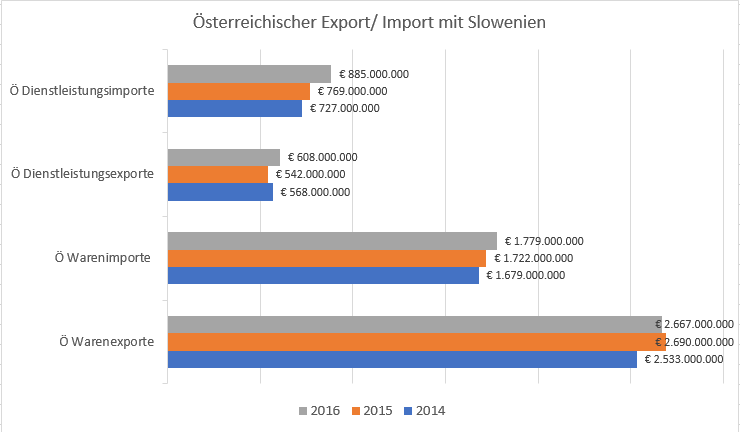
Jahresgegenüberstellung des österreichischen Exports/Imports mit Slowenien 2014,2015,2016

Neben dem Handel wurde vor allem der Umfang der österreichischen Investitionen ausgeweitet. Im Umfang von etwa 1,527 Mio. USD investierte Österreich in 2001 vor allem in die Bereiche Handel, Bankwesen, Dienstleistungen, Papier- und Chemische Industrie. 2015 betrugen die österreichischen Direktinvestitionen bereits 3,4 Mrd. Euro (~3,8 Mrd. USD).

#### Allgemeine wirtschaftliche Zusammenarbeit
Die Kernpunkte der Zusammenarbeit veränderten sich kaum. Die Zusammenarbeit wurde aber im Rahmen verschiedener Projekte verstärkt. Im Bereich der Energie- und Wasserwirtschaft stehen Fragen im Bereich der effektiven Energienutzung, der Nutzung erneuerbarer Energiequellen sowie Abkommen über die Drau und Mur im Fokus. Teil dieser Abkommen ist auch die wirtschaftliche Nutzung der Gewässer mittels Wasserkraftwerke, wie dem Wasserkraftwerk Koralpe-Golica. Die Zusammenarbeit auf diesem Gebiet verläuft nicht immer problemlos. So wurden die Verträge zur Drau zwischen Österreich und Slowenien vor allem in den Jahren 1992–1994 wiederholt von Österreich mit der Überschreitung der Wasserentnahme verletzt. Im Bereich der Mur handelt es sich vornehmlich um von Slowenien ausgehende Probleme mit Abwasser- und Geruchsbelästigung.
Im Bereich des Verkehrs liegt der Fokus vor allem auf der Sicherstellung von Waren- und Personentransport. Dabei spielt auch der Hafen von Koper eine besondere Rolle als einer der wichtigsten Umschlagplätze für den Warentransport nach Österreich. Ebenfalls eine zentrale Rolle in der infrastrukturellen Verbindung zwischen den Ländern spielt der Karawankentunnel. Dieser wird gerade in einem gemeinsamen Bauprojekt bis Ende 2019 um eine Röhre erweitert.

#### Tourismus
Dem Tourismus kommt eine besondere Bedeutung zu. Der österreichische Tourismus ist bereits während der Zugehörigkeit zu Jugoslawien eine bedeutende Einnahmequelle für die slowenische Wirtschaft. Auch 2016 stellte Österreich, gemeinsam mit Deutschland und Italien, einen überwiegenden Teil der ausländischen Nächtigungen in Slowenien. 16 % der ausländischen Touristen 2016 stammten aus Österreich.

#### Wirtschaftliche Institutionen

##### AußenwirtschaftsCenter Laibach
Das AußenwirtschaftsCenter ist eine der 110 Außenstellen der Wirtschaftskammer Österreich. Es befasst sich mit der Unterstützung von Unternehmen in Slowenien und potentiellen Unternehmern, die dorthin expandieren/exportieren wollen. Jedes der Center bietet eine Anlaufstelle für Fragen zum Land, Märkten und Branchen. Zusätzlich werden dort passende Kontakte zu Dienstleistern, Lieferanten und dergleichen vermittelt, sowie eine allgemeine Beratung zu Behörden, Partnern, Investitionen oder Finanzierungen geboten.

##### Slowenischer Wirtschaftsverband Kärnten
Der Verband wurde 1988 gegründet und ist ein wirtschaftlicher Dachverband der Slowenen in Kärnten. Er hat vor allem die Aufgabe die Zusammenarbeit von slowenischen Wirtschaftstreibenden sowie den Alpen-Adria Wirtschaftsraum zu Fördern. Außerdem dient die Institution der Beratung der Mitglieder in Wirtschaft, Steuer, EU-Förderprojekten und grenzüberschreitenden wirtschaftlichen Tätigkeiten zwischen Österreich und Slowenien.

##### Chamber of Commerce and Industry of Slovenia (Slowenische Wirtschaftskammer)
Die Wirtschaftskammer ist Partner der Slowenischen Regierung bei Fragen zur Wirtschaftspolitik des Landes. Ihre Aufgaben sind ähnlich jener der Österreichischen Wirtschaftskammer. Sie dient als Beratungs- und Informationsstelle bei Fragen zu Wirtschaft, Industrie und Tourismus.
Österreichisch-Slowenische Zusammenarbeit international und in multilateralen Abkommen
Nach der Anerkennung der Unabhängigkeit Sloweniens hat Österreich eine führende Rolle bei der Aufnahme Slowenien in die UNO sowie die KSZE übernommen.
Des Weiteren arbeiten Österreich und Slowenien innerhalb internationaler Finanzinstitutionen (Internationaler Währungsfonds, Weltbank) und seit 2004 auch im Rahmen der EU in verschiedensten Bereichen, u. a. der Wirtschaftsentwicklung, Justiz, sowie Migrations- und Asylpolitik, zusammen.

## Kulturelle Beziehungen
Die Kulturaußenbeziehungen Österreichs zu seinen Nachbarstaaten – darunter Slowenien – wurden durch ein Regelwerk an Abkommen auf multilateraler, bilateraler und regionaler Ebene untermauert.
Sie unterlagen im Laufe der Zeit unterschiedlichen historischen und politischen Rahmenbedingungen und wurden dementsprechend mehrfach neu justiert und ersetzt. So galt der Kulturbereich während des Kalten Krieges als eine wichtige und nicht zu unterschätzende Verständigungsebene. Die Ziele der gemeinsamen Kulturpolitik änderten sich jedoch wesentlich nach der Wende 1989 und v. a. im Laufe der österreichischen Bemühungen um EG- [bzw. EU – ] Mitgliedschaft. Gegenwärtig in Kraft ist das Kulturabkommen zwischen der Regierung der Republik Österreich und der Regierung der Republik Slowenien vom Jahr 2002.

### Kulturabkommen
Die Zusammenarbeit zwischen der Republik Österreich und der Regierung der slowenischen Republik in Bereichen der Kultur, Bildung und Wissenschaft, wurde mit dem Abkommen vom 30. April 2002 festgelegt. In diesem Abkommen werden u. a. auch Richtlinien festgelegt, die Zusammenarbeit und den Austausch der beiden Vertragspartner im Schul- bzw. Hochschulbereich vereinfachen sollen. Auch der Austausch für zeitgenössische Kunst oder Filme wurde durch die Richtlinien des Abkommens festgelegt, um so das Verständnis für die jeweils andere Kultur zu fördern.
Um die rechtmäßige Umsetzung des Abkommens zu gewährleisten, wird wie im Abkommen festgelegt eine Gemischte Kommission, die aus Vertretern der Vertragsparteien besteht, gebildet. Diese Kommission kann von Vertragspartnern einberufen werden, wobei mindestens alle drei Jahre eine Tagung der Kommission stattzufinden hat. Im Zuge dieser Tagungen werden Programme beschlossen, die zur erfolgreichen Durchführung des Abkommens beitragen sollen bzw. soll sich über den Arbeits- und Entwicklungsstand der jeweiligen Programme ausgetauscht werden.
Politisch besonders relevant für beide Vertragsparteien sind die Art. 14. 15. und 16 des Kulturabkommens, weil an diesen Stellen explizit sowohl auf die kulturellen Anliegen der slowenischen Minderheit in Österreich sowie auf die Interessen der noch heute in Slowenien lebenden deutschsprachigen Volksgruppe Bezug genommen wird. In diesem Zusammenhang sieht das neue Abkommen vor, „(…) Projekte zu Gunsten der kulturellen sowie der bildungs- und wissenschaftsrelevanten Anliegen der Angehörigen der deutschsprachigen Volksgruppe in Slowenien (wie etwa Projekte im Bereich des Sprachunterrichts und des Denkmalschutzes, Stipendien uä.)“ sowie gleichermaßen „(…) auch Projekte zu Gunsten der kulturellen sowie der bildungs- und wissenschaftsrelevanten Anliegen der Slowenischsprachigen in Österreich außerhalb des Siedlungsgebietes der slowenischen Minderheit (wie etwa Projekte im Bereich des Sprachunterrichts und des Denkmalschutzes, Stipendien uä.)“ zu fördern.

### Kulturforum Laibach
Neben diesem Abkommen zielt auch das Kulturforum Laibach darauf ab, den Dialog zwischen den Kulturen über die Grenzen hinaus zu forcieren. Das Österreichische Kulturforum Laibach wurde bereits 1990 mit der Kulturabteilung des Generalkonsulats in Laibach gegründet und inzwischen institutionell aufgewertet. Dabei arbeitet des Kulturforum sehr stark mit den Landesregierungen von Kärnten und der Steiermark zusammen und sieht es als eine seiner zentralen Aufgaben an, Slowenien stärker in den mitteleuropäischen Kulturkatalog einzubinden.

### Kultur und Sprache
„Kultur und Sprache“ ist ein Programm des österreichischen Bundesministeriums für Bildung (BMB) und fokussiert sich auf Zusammenarbeit in den Bereichen Deutsch als Fremdsprache und der österreichischen Landeskunde. Das Angebot des Programms, das sich an Deutsch-Lehrer auf der ganzen Welt richtet, umfasst neben Fortbildungsseminaren, Österreich-Tagen, Entsendung von Referenten auch die Publikation und Bereitstellung von Unterrichtsmaterialien und Lehrbehelfen zur österreichischen Landeskunde und Literatur. Ziel dieses Programms ist es, dabei nicht nur die Qualität des DaF-Unterrichts zu verbessern, sondern dadurch auch ein besseres interkulturelles Verständnis zu fördern.
So wurde im Rahmen des Programms „Kultur und Sprache“ 2013 auch ein Seminar zum Thema „Grenzüberschreitung – Kärnten und Slowenien“ abgehalten. Dabei beschäftigte man sich im Seminarort Bleiburg/Pliberk mit den historischen Grundlagen eines, auch damals, noch sehr heiklen Themas der politischen und sprachlichen Grenzen innerhalb einer Region.

### SKICA – Slowenisches Kulturinformationszentrum
Das Slowenische Kulturinformationszentrum (SKICA) ist Teil der slowenischen Botschaft in Österreich und das erste Kulturinstitut Sloweniens im Ausland. Das als Projekt initiierte Institut soll die Vernetzung und die Vermittlung des kreativen Denkens unterstützen und zudem den traditionellen und zeitgenössischen Kulturaustausch zwischen Österreich und Slowenien fördern. So organisiert das Slowenische Kulturinformationszentrum im Rahmen seiner Projekte Lesungen, Theaterstücke, Konzerte oder Filmaufführungen slowenischer Künstler in ganz Österreich, um so die slowenische Kulturlandschaft in Österreich zu skizzieren.
Das SKICA ist außerdem Mitglied der Wien EUNIC-Cluster und wird als Vorläufermodell für weitere SKICA-Einrichtungen betrachtet.

### Kooperationsprogramm Interreg V-A Slowenien – Österreich 2014–2020
INTERREG V ist ein Kooperationsprogramm zur Europäischen territorialen Zusammenarbeit (ETZ), das grenzüberschreitende Projekte unterstützt.
In diesem Rahmen fördert das Kooperationsprogramm Slowenien-Österreich 2014–2020 die länderübergreifende Zusammenarbeit im slowenisch-österreichischen Grenzraum. Ziel des Programms ist die Stärkung der Region durch grenzüberschreitende Kooperationsmaßnahmen im Bereich Forschung, Innovation und Kultur. Förderbar sind in diesem Zusammenhang u. a. Kulturprojekte v. a. zum nachhaltigen Schutz und zur Nutzung des gemeinsamen kulturellen Erbes. Unterstützt werden zudem kulturgestützte Projekte zur Förderung der Wettbewerbsfähigkeit und Innovation von KMUs (kleinen und mittleren Unternehmen) sowie grenzüberschreitende kulturelle Zusammenarbeit zwischen Institutionen unter Einbeziehung der lokalen Bevölkerung.

### Kulturgüter

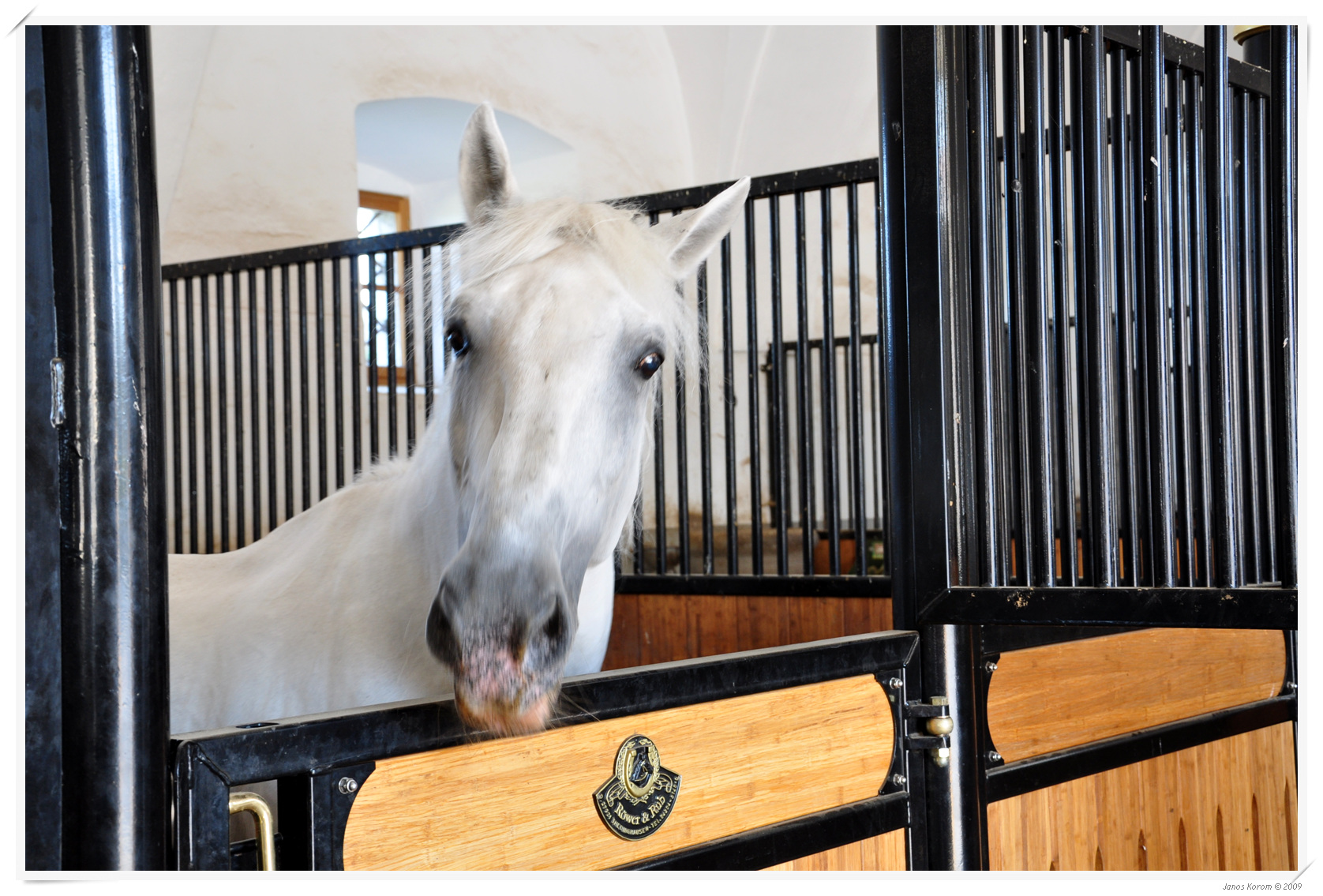
Lipizzaner in Lipica

Ob der langen, gemeinsamen Geschichte Österreichs und Sloweniens, ist es nicht weiter verwunderlich, dass die beiden Staaten einige Kulturgüter teilen. Um diese Kulturgüter wird bisweilen auch gestritten, wie beispielsweise die berühmten Lipizzaner. Denn sowohl Österreich, als auch Slowenien betrachten die Tiere und ihre Zucht als Kulturgut. Als sich abzeichnete, dass Österreich durchaus Interesse an einem Alleinanspruch auf die berühmten Pferde hatte, reagierte Slowenien, indem es den Begriff 'Lipizzaner', der auf das in Slowenien liegende Lipica zurückgeht, schützen ließ. Daraufhin gingen in Österreich die Wogen hoch und Österreich ergriff seinerseits Maßnahmen, um seinen Anspruch auf die Lipizzaner sicherzustellen. Heute werden sowohl in Slowenien als auch in Österreich Lipizzaner gezüchtet.
In der jüngeren Geschichte sorgten verschiedene Anträge um den Schutz von Herkunftsbezeichnungen bei der EU für Polemiken zwischen beiden Ländern. Zu nennen sind hier insbesondere Spannungen bzgl. des Markenschutzes für die Krainer Wurst („Kranjska klobasa“; betrifft auch die Käsekrainer) oder dem Steirischen Kernöl. In den jeweiligen Argumentationen beider Seiten spielen Verweise auf kulturgeschichtliche Traditionen eine zentrale Rolle.